# Huntington (Texas)
Huntington es una ciudad ubicada en el condado de Angelina en el estado estadounidense de Texas. En el Censo de 2010 tenía una población de 2.118 habitantes y una densidad poblacional de 296,72 personas por km².

## Geografía
Huntington se encuentra ubicada en las coordenadas 31°16′49″N 94°34′36″O / 31.28028, -94.57667. Según la Oficina del Censo de los Estados Unidos, Huntington tiene una superficie total de 7.14 km², de la cual 7.11 km² corresponden a tierra firme y (0.36%) 0.03 km² es agua.

## Demografía
Según el censo de 2010, había 2.118 personas residiendo en Huntington. La densidad de población era de 296,72 hab./km². De los 2.118 habitantes, Huntington estaba compuesto por el 90.08% blancos, el 5.85% eran afroamericanos, el 0.33% eran amerindios, el 0.14% eran asiáticos, el 0.05% eran isleños del Pacífico, el 1.61% eran de otras razas y el 1.94% pertenecían a dos o más razas. Del total de la población el 4.44% eran hispanos o latinos de cualquier raza.